# Erin Carroll
Erin Carroll (* 4. April 1986 in Nhill) ist eine australische Badmintonspielerin. 

## Karriere
Erin Carroll nahm 2008 im Dameneinzel an den Olympischen Spielen teil. Sie schied dabei in der ersten Runde aus und wurde somit 33. Bei der Ozeanienmeisterschaft des gleichen Jahres holte sie zwei Bronzemedaillen. Bei den nationalen Titelkämpfen 2008 gewann sie dreimal Bronze.

## Sportliche Erfolge
| Saison | Veranstaltung                     | Disziplin   | Platz | Name                          |
| ------ | --------------------------------- | ----------- | ----- | ----------------------------- |
| 2006   | Australien: Einzelmeisterschaften | Mixed       | 3     | Ashley Brehaut / Erin Carroll |
| 2006   | Victorian International           | Damendoppel | 3     | Erin Carroll / Susan Dobson   |
| 2007   | Samoa Future Series               | Mixed       | 2     | Ben Walklate / Erin Carroll   |
| 2007   | Australien: Einzelmeisterschaften | Damendoppel | 2     | Susan Dobson / Erin Carroll   |
| 2007   | Samoa Future Series               | Dameneinzel | 3     | Erin Carroll                  |
| 2008   | Olympia                           | Dameneinzel | 33    | Erin Carroll                  |
| 2008   | Ozeanienmeisterschaft             | Damendoppel | 3     | Erin Carroll / Leisha Cooper  |
| 2008   | Ozeanienmeisterschaft             | Mixed       | 3     | Ben Walklate / Erin Carroll   |
| 2008   | Australien: Einzelmeisterschaften | Damendoppel | 3     | Erin Carroll / Leisha Cooper  |
| 2008   | Australien: Einzelmeisterschaften | Mixed       | 3     | Ben Walklate / Erin Carroll   |
| 2008   | Australien: Einzelmeisterschaften | Dameneinzel | 3     | Erin Carroll                  |
| 2009   | Australische Meisterschaft        | Damendoppel | 1     | Renuga Veeran / Erin Carroll  |